# موسیقی لری
موسیقی لری از تنوع و پیشینه‌ای کهن برخوردار است که به دو بخش کلی، موسیقی‌های آوازی (کلامی) و موسیقی‌های‌ سازی تقسیم می‌شود. هم‌ اکنون موسیقی لری در قالب ترانه به هفت بخش تقسیم می‌شود.

## انواع موسیقی در قوم لر
هم اکنون موسیقی لری در قالب ترانه به هفت بخش تقسیم می‌شود که عبارتند از موسیقی و ترانه‌های غنایی و عاشقانه، موسیقی و ترانه‌های حماسه رزمی، موسیقی و ترانه‌های سوگواری، موسیقی و ترانه‌های فصول، موسیقی و ترانه‌های کار، موسیقی و ترانه‌های طنز و سرودهای مذهبی.
- موسیقی و ترانه‌های غنایی و عاشقانه: شامل ترانه‌ها و آهنگ‌هایی است در وصال یا فراق معشوق مانند ترانه‌های داینی داینی، بلال بلال ، هی لو، بینا بینا، کیودار یا نغمه‌های شیرین و خسرو، ساری خوانی، میربگی (میرونه) و ده‌ها ترانه دیگر که در مقام‌های مختلف موسیقی لری اجرا می‌گردد.
- موسیقی و ترانه‌های حماسه رزمی: این سرودها بیانگر ارزش‌های حماسی و رزمی جنگاوران در میان ایل هستند. مانند جنگ لرو، دایه دایه ، مرجنگه مرجنگه، یا مقام‌های موسیقی بدون کلام که در رزم‌گاه و مسابقه به کار رفته‌اند، مانند جنگه را، سوارهو و نقاره.
- موسیقی و ترانه‌های سوگواری: این موسیقی بیشتر جنبه آیینی داشته‌است و در مواقع سوگواری از روزگار کهن تاکنون کاربرد فراوانی دارد، مانند چمری یا سایر مقام‌ها، از جمله، سحری، پاکتلی، شیونی، هوی هوی ، سرو و ده‌ها مقام دیگر.
- موسیقی و ترانه‌های فصول: موسیقی و ترانه‌های ویژه فصول مختلف مانند برزه کوهی، ماله ژیری، کوچ بارو.
- موسیقی و ترانه‌های کار: به منظور سهولت و تسریع در کار مردان و زنان ایلاتی، این ترانه‌ها به صورت فردی یا دسته جمعی خوانده می‌شود، مانند ترانه‌های گل‌درو (برزیگری)، هوله (خرمن کوبی)، مشک زنی، شیردوشی و چوپانی.
- موسیقی و ترانه‌های طنز: این ترانه‌ها اغلب به صورت فی‌البداهه در هجو شخص یا موضوع یا مکانی سروده شده و برخی اوقات نیز با حرکات نمایشی طنز آلود فرد یا افرادی همراه بوده‌است.
- سرودهای مذهبی: بر اساس کلام‌های یارسان (از سروده‌های اهل حق) بوده، جنبه عرفانی و اعتقادی آن بسیار عمیق است. مانند ضامن آهو، سرای خاموشان (شهر بی‌صدا) و دوازده کلام یاری..

### پس از انقلاب ۵۷
پس از انقلاب ۵۷ به علت برخوردهای شدید با اجرای موسیقی، از میزان مشارکت موسیقی در بخش‌های مختلف زندگی قومی کاسته شد اما در گذشته موسیقی شادمانه و غنایی همراه با رقص‌های جمعی صورت می‌گرفت.

## موسیقی‌سازی

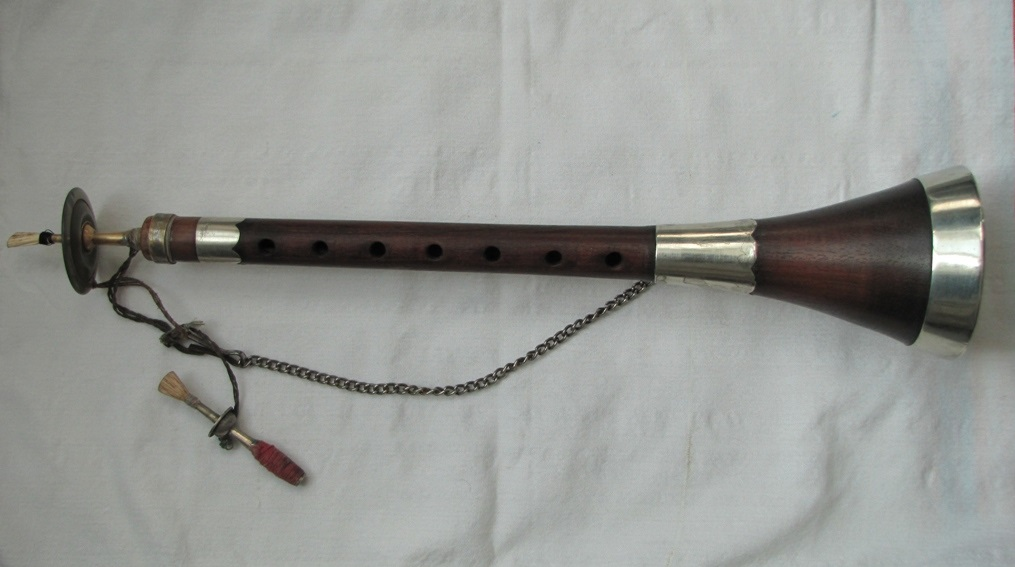
ساز سرنا

کمانچه شش تکه پشت باز، موزه فلک‌الافلاک

شامیرزا مرادی در حال نواختن ساز سرنا

سازهای موسیقی لری عبارتند از سرنا، دهل، تال (کمانچه)، تنبک (تمک)، و سازهای سنتی مرسوم از جمله سازهایی هستند که در موسیقی قوم لر مورد استفاده قرار می‌گیرند. در این میان کمانچه تنها سازی است که با ساز سایر اقوام تفاوت اساسی دارد.

### سرنا
سرنا (یا سورْنا) نام ساز بادی باستانی ایرانی است که از چوب ساخته می‌شود. سُرنا و کَرنا هر دو به معنی بوق و با لغت "Horn" در انگلیسی از یک ریشه می‌باشند. در اصل در میان اقوامی که زبان هندواروپائی اولیه را صحبت می‌کردند این ساز به علت اینکه از شاخ حیوانات ساخته می‌شد به این اسم نامیده شده. البته سُرنای کنونی به مراتب از بوقهای شاخی اولیه پیشرفته تر است، ولی عضوی از خانواده سازهای بادی یا بوقی به‌شمار می‌آید.

### دهل
دهل نام یکی از سازهای کوبه‌ای موسیقی است. دهل طبلی بزرگ و دورویه‌ای که هر دو طرف آن پوستی از گاو یا گاومیش دارد، است. در متن‌های مختلف نام آن، داول، تاول و داوول آمده‌است.

### کمانچه (تال)
کمانچه یکی از سازهای ایرانی و موسیقی خاور زمین است. این ساز علاوه بر شکم، دسته و سر، در انتهای تحتانی ساز پایه نیز دارد که روی زمین یا زانوی نوازنده قرار می‌گیرد.
کمانچه لری یا تال‌  سازی است که به کمانچه متداول در موسیقی سنتی شباهت‌های فراوانی دارد اما دو ویژگی آن را از کمانچه سنتی مجزا می‌سازد. اولین ویژگی مربوط به کاسیه این ساز است که برخلاف کمانچه سنتی بسته و یک تکه نیست بلکه انتهای آن باز، شکلش تا حدودی مخروطی و درون کاسه و زیر پوست قابل مشاهده می‌باشد. به همین دلیل آن را کمانچه پشت باز نیز می‌گویند.

دومین ویژگی در حفظ سنت کهن تعداد سیم‌ها در این ساز است. از دوران باستان تا عهد قاجار کمانچه دارای سه سیم بود، اما پس از ورود ویولن به ایران کمانچه نوازان به تقلید سیم چهارمی بر کمانچه افزودند. کمانچه موسیقی سنتی امروزه دارای چهار سیم می‌باشد. شایان ذکر است که در موسیقی کردی از این کمانچه استفاده نمی‌شود و با وجود وجوه اشتراک میان این دو موسیقی کمانچه پشت باز فقط به عنوان ساز انحصاری مردم لر مطرح است.

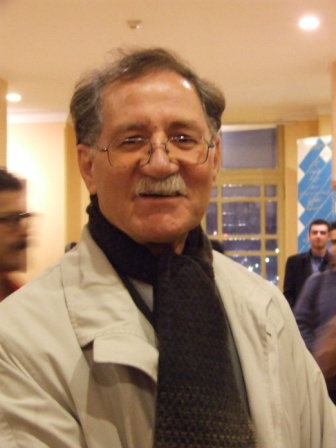
علی اکبر شکارچی کمانچه نوازسرشناس لرستان

### تنبک
تمبک یکی از سازهای کوبه‌ای پوستی است و از نظر سازشناسی جزء طبل‌های جام‌شکل محسوب می‌شود که از این خانواده می‌توان به سازهای مشابه مانند داربوکا در کشورهای عربی و ترکیه و همچنین زیربغلی در افغانستان اشاره کرد.

## تاریخچه

علیرضا حسین خانی در حال نواختن ساز تال

بر اساس کاوش‌های باستان‌شناسی در مناطق لرنشین، تصویری از رقص و پایکوبی بر قطعه‌ای سفالی به دست آمده که قدمت موسیقی در این منطقه را به هزاره چهارم پیش از میلاد مسیح رقم می‌زند. همچنین از آثار و شواهد به دست آمده در این مناطق تصاویری از آلات موسیقی دوران مانند شیپور و تنبور بر روی ظروف نقره وجود دارد که حاکی از رواج موسیقی نزد این قوم در عهد ساسانی است. امروزه نیز برخی از نغمه‌های باستانی در قالب مقام‌های موسیقی قومی باقی‌مانده‌است.
البته توالی و ترتیب به هنگام اجرای رقص صورت می‌گرفت و در صورت دیدن سواران، مقام‌های موسیقی رقص قطع می‌گردید و به اجرای مقام‌های سوارکاری (موسیقی رزمی) می‌پرداختند. مثلاً اگر مقام هل پرکه در حال اجرا بود، با دیدن سواران مقام نقاره نواخته می‌شد که در ابتدای مقام‌های موسیقی سوارکاری است. در مناطق لر‌نشین توالی و ترتیب موسیقی غنایی بدین گونه‌است:سنگین سما، دوپا، سه پا، شانه شکی، گاه ضمن اجرای این مقام‌ها، مقام‌های دیگری مانن شیرین و خسرو، و سارو خوانی نیز اجرا می‌شود.
از ترانه‌های مشهور قوم لر می‌توان به قدم خیر، رنگینه، کش طلا (کفش طلا)، صنم گل و هالو گنم خر اشاره نمود. موسیقی و ترانه‌های حماسی در قوم لر در دو جهت عمل نموده‌اند. تشویق ایلات و عشایر به شرکت و حضور در میدان‌ها نبرد (مانند ترانه دایه دایه) و حفظ و زنده نگهداشتن یاد برخی از شخصیت‌های حماسی قوم لر در دو بخش بی‌کلام، مانند مقام‌های سحری، نقاره، شاره را، یا با کلام، مانند ترانه‌های دایه دایه، جنگ لر وکرمی اجرا می‌شود. از هنرمندان قوم لر استاد همتعلی سالم وشاگردان این استاد نظیر نجفقلی میرزایی، علیرضا حسین خانی و پیرولی کریمی را می‌توان نام برد.
- موسیقی سوگواری: بیانگر مراحل مختلف عزاداری و سنت‌های رایج آن در لرستان است. این موسیقی نیز به صورت بی‌کلام (مانند مقام‌های سحری، پاکتلی، چمری) و با کلام (مانند مراسم راراپیشکوه، راراشتکوه، راراشیرازی یا دنگ دال در مناطق مختلف بختیاری) اجرا می‌شود. به عنوان مثال اشعار متداول در دنگ دال از این دست است:

| ترانه لری                        |  | ترجمه فارسی                                      |
| اَسبت و زین و کتلت زیه در مال     |  | اسبت به زین و کتل تو جلوی منزلگاه است            |
| دشمنو شادی کنان دوسو زنان زال    |  | دشمنان شادی می‌کنند و دوستان زار می‌زنند           |
| شمشیرت منه غلاف ترسم خورش زنگ    |  | شمشیرت در غلاف مانده ترسم زنگ بزند               |
| کینه دارم بعد خوت وش وش بکنه جنگ |  | چه کسی را دارم که بعد از خودت با آن جنگ کنم      |
| دات برو کگو برو همه بران مو      |  | مادرت موی می‌برد خواهرت موی می‌برد همه گیسو می‌برند |
| همه برن و کارد زنت و خنجر        |  | اگر همه با کارد موی برند همسرت با خنجر موی می‌برد |

- موسیقی فصول: بر اساس اعتقاد حکما در قدیم اجرای موسیقی با اوقات شب و روز، ماه‌ها و فصول در ارتباط بوده‌است و برای هر مقطع از زمان در هر ماه یا فصل، موسیقی و نغمه‌های ویژه‌ای را توصیه می‌کردند. در مناطق لرنشین نیز در گذشته چنین سنتی وجود داشت، از جمله نغمه شادمانه برزه کوهی که به هنگام بهار و بازگشت ایل از قشلاق و جشن بازگشت به سرزمین نواخته می‌شد.
- موسیقی و ترانه‌های کار: شامل ترانه‌هایی است که مردان یا زنان به ویژه جوانان در هنگام کار، مانند جمع‌آوری هیزم، آب، شیردوشی و برداشت محصول مشک زنی می‌خوانند. به عنوان مثال دختران و زنها هنگام آوردن آب چشمه آوازی را به صورت همسرایی اجرا می‌کنند که زنگوله‌دار نامیده می‌شود. زنان در لرستان هنگام شیردوشی آوایی را زمزمه می‌کنند.
- موسیقی و ترانه‌های طنز: این موسیقی و ترانه‌های که با اجرای حرکات موزون همراه است، در لرستان توسط عده‌ای بنام دلی اجرا می‌شد که استعداد فراوانی در ردیف کردن کلمات و اشعار به صورت بداهه داشتند و از این راه ارتزاق می‌کردند. بیشتر مردم از ترس هجویات جالب آنان مجبور به دادن مبلغی به آن‌ها بودند.

### بررسی و تحلیل ضرباهنگ ترانه‌ها

همت علی سالم در حال نواختن ساز تال ۴ سیم

موسیقی و ترانه‌های مردم لر معمولاً در میزانهای مرسوم۴/۲، ۸/۶، ۸/۷ اجرا می‌شوند. همان‌طور که مشاهده می‌شود این وزنها در موسیقی مردم کرد نیز وجود دارند. اما نکته قابل ملاحظه در این میان نحوه اجرای تاکیدها در هر قوم است که باعث تفاوت و ایجاد ویژگی برای هر قوم می‌گردد. در تعدادی از ترانه‌ها شروع ملودی با سکوت همراه است (وجه مشترک با قوم کرد)، لیکن در اجراها همواره چوبی لری که به زبان چوبی سه پا نامیده می‌شود، با چوبی کردی متفاوت است. به این معنا که فرم قطعه مانند چوبی کردی است اما نوازنده تنبک ضربه‌ها را به قسمت ثابتی از پوست وارد می‌سازد که در طول اجراها تاکیدها به گوش می‌رسد. در اجرای ریتم۸/۶ نیز این تفاوت نسبت به ریتم سماع در موسیقی کردی مشهود است.

### بررسی و تحلیل ملودی ترانه‌ها
قوم لر به ویژه در منطقه لرستان نسبت به سایر اقوام بیشترین بهره را از دستگاه ماهور برده‌اند. آمیختگی فرهنگی با این دستگاه سبب ایجاد گوشه شیرین خسرو در ماهور شده‌است. چنین گوشه‌ای در موسیقی سنتی ایران در دستگاه شور وجود دارد و اجرای این گوشه در دستگاه ماهور، منحصر به قوم لر است. در مناطق بختیاری تشمالها افرادی هستند که به اجرای موسیقی اشتغال دارند. نغمه‌های این ناحیه معمولاً در دستگاه شور نواخته می‌شود و در قالب اشعار غزل گونه و عاشقانه، گاهی شرح زندگی قوم و ایل و گاه در قالب لالایی‌های مادرانه متجلی می‌شوند. نغمه‌های فراوانی، از جمله علی سونه لری یا شیرین خسرو وجود دارند که دارای ریتم آزاد هستند.
ساز کمانچه به عنوان ساز رسمی مردم لر ایفای نقش می‌کند. نحوه نوازندگی و ایجاد ویبراسیونها توسط نوازندگان محلی باعث می‌گردد نوعی لهجه خاص مربوط به این قوم در ملودی‌ها طنین بیندازد. این لهجه ملودیک ناشی از اجرای زینت‌های خاص توسط نوازندگان و تأکید بر فواصلی است که با آنچه مبنای فواصل موسیقی غربی است، تفاوت دارد. همچنین در بسیاری از قسمت‌ها شروع از درجه دوم (نت ر) است و در مواردی ایست قطعات نیز بر این درجه استوار است که باعث تفاوت‌هایی در نحوه بیان با دستگاه ماهور در ردیف می‌گردد. ملودی‌ها در سه بخش باستانی (شامل کلام‌ها)، روستایی (همراه با دوزله و دهل) و شهری (همراه با کمانچه و گاه در کنار سایر سازها) قرار می‌گیرند. فواصل موسیقی باستانی با تفاوت‌هایی اندکی منطبق بر فواصل موسیقی تنبوری در قوم کرد است. از جمله این نغمه‌های باستانی می‌توان به مقام‌های سحری، هوره و چمری اشاره نمود.

### ویژگی‌های کلی موسیقی لری
بعضی از ترانه‌ها در ابتدا با سکوت (ضد ضرب) همراه هستند، این مطلب به عنوان نقطه اشتراک با موسیقی کردی مطرح است. ترانه‌ها مانند سنت رایج در ترانه‌های محلی سایر نواحی، از دو جمله (فراز و فرود) و گاه از یک جمله تشکیل یافته‌اند؛ و معمولاً بیت واحدی از کلام در هر ترانه وجود دارد که مانند ترجیع بند تکرای می‌گردد، عموماً ترانه‌ها با انتخاب کلمه‌ای از این بیت نامگذاری می‌شوند، مشابه این مورد در ترانه‌های قوم کرد وجود دارد. در ترانه‌ها همواره از کلماتی مانند هه، خدا، اری و عزیزم استفاده می‌شود که این کلمات در پیوند و تطبیق هجاهای شعر و موسیقی ایفای نقش می‌کنند.
معمولاً در پایان هر ترانه نوازندگان قطعه‌ای ضربی با ریتم ۴/۲ می‌نوازند. این مورد نیز در موسیقی مردم کرد وجود دارد. از اشعار هجایی و بیت‌های تکراری در ترانها (نسبت به قوم کرد) کمتر استفاده می‌گرد به ویژه در ترانه‌هایی که برای مردم لر شناخته شده هستند. در اجرای موسیقی نوعی لهجه خاص (لری) توسط نوازندگان کمانچه القا می‌شود که تأکیدی بر هویت ملودیک موسیقی در این قوم می‌باشد.
قسمت اعظم ترانه‌های قوم لر به ویژه در منطقه لرستان در دستگاه ماهور ساخته شده‌اند این ساخته‌ها با حسن سلحشوری و روحیه حماسی مردمان این منطق منطبق است. هر اندازه موسیقی منطقه لرستان به موسیقی کردی نزدیک است به همان نسبت موسیقی مناطق بختیاری با موسیقی نواحی فارس و جنوبی ایران سنخیت دارد.

### ترانه دایه دایه
ترانه «دایه دایه» مشهورترین و پرآوازه‌ترین سرودهٔ لری در مقام «سه پا» بوده که امروز مرزهای لرستان را درهم نوردیده و بیشتر موسیقی‌دانان و مردم کشور با این تصنیف قدیمی آشنائی کامل دارند. «دایه دایه» به مرور زمان بارها توسط آهنگسازان محلی و ایرانی بازسازی و تنظیم شده‌است. ریشهٔ این سرود حماسی لری طبق اسناد و روایت‌ها بدین صورت است:
نازی خانم بیرانوند مادر فاضل اسدخان از زنان متهور بود و در شعر دایه دایه دربارهٔ نازی خانم دیگری نیز ذکری به میان آمده‌است. فرزندان هردو نازی خانم از شجاعان زمان خود بودند. نازی خانم دیگر دختر حاج عالیخان سگوند و همسر علیمردان خان فیلی بود. این تصنیف دایه دایه دربارهٔ پسرش محمدخان گفته شده‌است.
این تصنیف نیز یک بار توسط رضا سقایی در زمان شاه اجرا شد. در دوران جنگ ایران و عراق استاد محمد میرزاوندی این تصنیف رو به عنوان اثری ماندگار برای رزمندگان در دفاع از کشور ثبت کرد سید محمد حسینی وزیر فرهنگ و ارشاد اسلامی در همایش مدیران کل فرهنگ و ارشاد اسلامی سراسر کشور، دربارهٔ این تصنیف گفت:
مرحوم سقائی با خلق این اثر ارزشمند و حماسی، روح ایثار و از خودگذشتگی را در بین مردم و رزمندگان اسلام ایجاد کرد.
| ترانه لری                         |  | ترجمه فارسی                                              |
| د قه‌لا که‌رده وه در شه‌مشیر وه ده‌سش |  | از قلعه بیرون زده و شمشیر به دست اوست                    |
| چی طلا به‌رق میزنه له‌قوم اسبش      |  | لگام اسبش همانند طلا برق می زند                          |
| زین و به‌رگم بونیت واو مادیونم     |  | زین و برگم را به مادیانم ببندید                          |
| خه‌ورم بوریتو سی هالوونم           |  | خبر مرا برای دایی‌های من ببرید                            |
| دایہ دایہ وه‌خت جه‌نگہ              |  | ای مادر ای مادر هنگام جنگ است                            |
| وه‌خت دوسی وا ته‌فه‌نگہ              |  | و وقت دوستی با تفنگ است                                  |
| نال نال برنویا چه‌نی قه‌شه‌نگہ       |  | ناله ی تفنگ‌های برنو چقدر زیباست                          |
| سه‌نگرانِ برمنیت له‌شه‌م درآریت       |  | سنگرها را خراب کنید و جنازه مرا بیرون بیاورید            |
| بوریتِم سی دالکم بونگمہ وراریت     |  | جنازه مرا برای مادرم ببرید و برایم فریاد عزاداری سر دهید |
| نازیِ تو سی به‌کو جومہ ورتِہ         |  | نازی تو جامه سیاه بپوش زیرا                              |
| دور کردن دوو قورسو شیر نرتہ       |  | شیر نرت را در گورستان به خاک سپردند                      |